# Prionospio variegata
Prionospio variegata är en ringmaskart som beskrevs av Imajima 1990. Prionospio variegata ingår i släktet Prionospio och familjen Spionidae. Inga underarter finns listade i Catalogue of Life.